# 布盧厄斯
布盧厄斯（英語：Blue Earth）是一個位於美國明尼蘇達州法里博縣的都市。根據2010年美國人口普查，該地共人口3353人，而該地的面積約為8.70平方千米。同時該地也是法里博縣的縣治。

## 地理
布盧厄斯的座標為43°38′15″N 94°06′08″W / 43.63750°N 94.10222°W，而該地的平均海拔高度為332米（即1089英尺）。